# Lista de membros da Royal Society eleitos em 1798
Esta é uma lista de Membros da Royal Society eleitos em 1798.

## Fellows
1. Adam Afzelius (1751–1837)[3]
2. Alexander Duncan (1758–1832)[4]
3. Finlay Fergusson[5]
4. Prince Demetrius Gallitzin (1738–1803)[5]
5. Nicholas Gay (– 1803)[6]
6. Thomas Greene (1737–1810)[7]
7. Henry Gregg, barrister (ca. 1759–1826)[8]
8. Benjamin Hobhouse (1757–1831)[9]
9. Samuel Jackson, surgeon [10]
10. Stephen Lee (– 1835)[11]
11. Martin van Marum (1750–1837)[12]
12. William Mudge (1762–1820)[13]
13. William Paterson (1755–1810)[14]
14. John Rennie the Elder (1761–1821)[15]
15. John Ryan (– 1808) [16]
16. Johann Hieronymus Schröter (1745–1816)[17]